# Home (Original Motion Picture Soundtrack)
Home (Original Motion Picture Soundrack) è la colonna sonora di Home - A casa, film d'animazione del 2015 diretto da Tim Johnson e distribuito dalla Dreamworks Animation.
Pubblicato il 23 marzo 2015 per accompagnare l'uscita del film nelle sale cinematografiche, l'album è composto da 8 tracce prodotte ed eseguite da artisti vari e rappresenta il debutto della cantante barbadiana Rihanna alla direzione della colonna sonora di un film.

## Promozione e pubblicazione
Nel febbraio 2014, la rivista statunitense Variety annunciò che Rihanna avrebbe pubblicato un concept album per la colonna sonora del film d'animazione Home - A casa nel 2015. In seguito, vennero rivelati gli artisti che avrebbero collaborato alla registrazione dei brani: Jennifer Lopez, Charli XCX, Kiesza, Coffee e Jacob Plant. Prima della sua uscita, avvenuta il 23 marzo 2015 sotto le etichette discografiche Westbury Drive e Roc Nation, l'album è stato anticipato dalla pubblicazione di due brani estratti come singoli: Towards the Sun, interpretato da Rihanna e pubblicato il 24 febbraio 2015, e Feel the Light, interpretato da Jennifer Lopez e pubblicato il giorno dopo.

## I brani
I testi degli 8 brani che compongono l'album sono stati scritti per essere adattati alla storia del film, seguendo le tematiche e le atmosfere rappresentate nelle scene. La stessa Rihanna, produttrice esecutiva dell'album, ha parlato dell'importanza della coesione tra la musica e le scene del film durante un'intervista per MTV: 
Riguardo alle sonorità e alla musica dei brani, l'album presenta una buona varietà di generi musicali spaziando da canzoni dance-pop come Dancing in the Dark e Run To Me a ballate più dolci e sentimentali come Cannonball, As Real As You And Me e Feel the Light.

## Tracce
1. Rihanna – Towards the Sun – 4:33
2. Coffee – Run to Me – 4:14
3. Kiesza – Cannonball – 3:57
4. Rihanna – As Real as You and Me – 3:40
5. Charli XCX – Red Balloon – 3:26
6. Rihanna – Dancing in the Dark – 3:43
7. Jacob Plant – Drop That – 4:17
8. Jennifer Lopez – Feel the Light – 4:17